# Pivoteerpuntstelling van Miquel

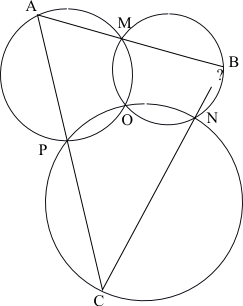
De oorspronkelijke stelling van Miquel.

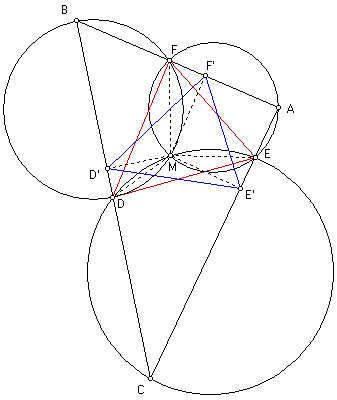
Het pivoteerpunt M: DEF en de voetpuntsdriehoek D'E'F' van M zijn gelijkvormig.

De pivoteerpuntstelling van Miquel is een stelling uit de meetkunde, afgeleid van een publicatie van de Franse wiskundige Auguste Miquel in 1838. 

## Oorspronkelijke versie
De oorspronkelijke versie van de Pivoteerpuntstelling van Miquel luidt:
Gegeven drie cirkels die elkaar in een punt O snijden. Neem een punt A op een van de cirkels, en verbindt A met de snijpunten M en P van deze cirkel met de twee andere cirkels naast O. Deze twee lijnen snijden de twee andere cirkels in tweede punten B en C. Dan gaat deze lijn BC door het tweede snijpunt N, naast O, van deze tweede en derde cirkel.

### Bewijs
Het bewijs dat Miquel voor deze stelling gaf is even simpel als doeltreffend:
Bekijk de vierhoek ABMC. De hoek bij A is de supplementaire hoek van hoek POM omdat APOM een koordenvierhoek is, en net zo zijn de hoeken bij B en C de complementen van hoeken NOM en NOP. De som van de drie hoeken bij A, B en C is dus 3·180° – 360° = 180°. Aangezien de hoekensom van een vierhoek 360° is, is hoek M een gestrekte hoek.

### Omgekeerde versie
Een omgekeerde versie die Miquel zelf in de publicatie uit 1838 gaf luidt:
Is NPM een ingeschreven driehoek van ABC, dan gaan de omgeschreven cirkels van de driehoeken APM, BNM en CNP door een gemeenschappelijk punt O. Het is deze versie van de stelling die later is uitgegroeid tot de pivoteerpuntstelling, die binnen de meetkunde van de driehoek een belangrijke stelling is geworden.

### De stelling van Miquel voor een volledige vierzijde
De stelling van Miquel van een volledige vierzijde (zie vierhoek), is op te vatten als een voortvloeisel uit deze omgekeerde versie. Nemen we namelijk drie van de zijden van de volledige vierzijde tot driehoek, en de vierde als drager van een ontaarde ingeschreven driehoek, dan hebben we drie van de vier cirkels die door het gezamenlijke punt gaan. Een andere keuze van de drie lijnen die de driehoek vormen geeft de vierde cirkel.

## Het pivoteerpunt
Gegeven een driehoek ABC en een ingeschreven driehoek DEF, wordt het snijpunt van de drie cirkels in de omgekeerde versie van Miquel's oorspronkelijke stelling het pivoteerpunt (vanaf nu M) genoemd van de ingeschreven driehoek. Dit vindt zijn oorsprong in de volgende observaties:
1. Hoeken MDB, MFA en MEC zijn gelijk,
2. Als driehoek D'E'F' de voetpuntsdriehoek is van M, dan zijn DEF en D'E'F' gelijkvormig,
3. Driehoeken MDD', MEE' en MFF' zijn ook gelijkvormig,
4. Alle in ABC ingeschreven driehoeken die direct gelijkvormig zijn met DEF leveren hetzelfde snijpunt van cirkels M op,
5. Alle in ABC ingeschreven driehoeken die gelijkvormig zijn met DEF en D'E'F' kunnen als volgt worden verkregen: Roteer D'E'F' om M, en vermenigvuldig vervolgens de lengtes vanuit M met de secans van de draaihoek. D'E'F' wordt gepivoteerd.

### Eigenschappen
- Een vast punt van DEF doorloopt bij het pivoteren een rechte lijn.

### Omgeschreven
Het punt M kan ook gebruikt worden om omgeschreven driehoeken te pivoteren. Als we ABC als omgeschreven driehoek van DEF opvatten, dan zijn alle omgeschreven driehoeken om DEF direct gelijkvormig met ABC te krijgen door de zijden van die driehoek een vaste hoek te laten maken met DM, EM en FM. 
In dit geval doorloopt een vast punt van ABC bij het pivoteren een cirkel.